# Liga del Norte de Coahuila 2020
La Temporada 2020 de la Liga del Norte de Coahuila iba a ser la edición número 52 de la tercera etapa de este circuito. Debido a la contingencia sanitaria por el COVID-19, ante la imposibilidad de empezar la temporada por la propagación rápida y prolongada de la pandemia, se tomó la decisión de cancelar definitivamente la temporada. 

## Equipos participantes
No hubo

## Posiciones
No hubo 

## Playoffs
No hubo 